# بيلان (حطاي)
بيلان هي بلدية ومديرية في محافظة حطاي في تركيا. تبلغ مساحتها 184 كم2، ويبلغ عدد سكانها 34,449 نسمة (2022).